# Лейкон (міф)
Лейкон ([ˈljuːkɒni]; дав.-гр. Λευκώνη, трансліт. Лейкне, латиніз. біла) — у грецькій міфології другорядна міфічна фігура з Фессалії. Вона була одружена з мисливцем на ім'я Кіаніпп, але він нехтував нею заради полювання в лісі. Одного разу Лейкона пішла за ним до лісу, але на неї напали й убили його мисливські собаки, які прийняли її за дикого звіра. Її історія відомо здебільшого в «Смутку кохання», творі грецького письменника римської доби Парфенія Нікейського та у роботах незначних схоліастів.

## Сім'я
Нічого не відомо про родину або батьківщину Лейкони, хоча вона могла бути з Фессалії, як і її чоловік Кіаніпп.

## Міфологія
Згідно з міфом, Кіаніпп попросив у батьків Лейкони її руки, і вони погодилися. Незабаром вони одружилися, але Кіаніпп понад усе любив полювати в лісі на левів і ведмедів, і часто, повертаючись додому вночі, він був надто втомлений, щоб навіть поговорити з Лейконою, або ж він ночував у лісі і взагалі не повертався додому.
Після того, як це траплялося неодноразово, Лейконе почала підозрювати, що її чоловік зраджує їй і зустрічається в лісі з іншою жінкою замість того, щоб полювати. Одного разу вона переодяглася в мисливське спорядження і таємно пішла за ним, коли він, нічого не підозрюючи, вийшов на полювання. Надзвичайно жорстокі мисливські пси Кіаніппа винюхали запах Лейкони, коли його не було поруч, прийняли її за якогось дикого звіра і за відсутності господаря напали на неї і розірвали на шматки.
Коли через деякий час Кіаніпп знайшов її розтерзане тіло, його охопила безмірна скорбота, і він з допомогою своїх товаришів по полюванню розпалив похоронне вогнище. Поклавши її тіло на вогнище, він застрелив усіх своїх собак, а після довгих ридань за померлою дружиною наклав на себе руки.